# Pascal Froissart
Pascal Froissart est un universitaire français, professeur des universités, spécialisé dans les théories de la communication. En janvier 2024, il est nommé directeur du CELSA (École des hautes études en sciences de l'information et de la communication), une composante de Sorbonne Université. Il succède à Karine Berthelot-Guiet.

## Parcours académique
Pascal Froissart suit des études en communication à l'Université du Québec à Montréal où il obtient en 1999 un Ph.D. sous la direction d'Enrico Carontini. En 2019, il est habilité à diriger des recherches par l'Université Panthéon-Assas.
Entre 2004 et 2008, Pascal Froissart est membre élu du Conseil national des universités (71e section).
Avant de rejoindre le CELSA Sorbonne Université en 2020, Pascal Froissart exerce comme maitre de conférences à l’Université de Paris-VIII où il dirige l’UFR de Culture et communication (2014-2019).
De 2022 à 2024, il dirige le laboratoire de recherche en communication de Sorbonne Université, le Groupe de recherches interdisciplinaires sur les processus d’information et de communication (GRIPIC).
En 2024, Pascal Froissart est nommé directeur du CELSA (École des hautes études en sciences de l'information et de la communication), une composante de Sorbonne Université.

## Travaux scientifiques
D'après le Communicator, Pascal Froissart aborde « divers aspects de la communication en explorant des sujets tels que la rumeur, la médiation scientifique et les approches culturelles et rituelles. Ses travaux mettent souvent en avant une réflexion critique sur les médias et leurs interactions avec les publics. »
Il travaille surtout sur la rumeur et la viralité médiatique. Il publie en 2002 aux éditions Belin (puis en collection poche en 2010) une analyse des théories sur la rumeur. Yves Jeanneret qualifie l'ouvrage de « très important. Important pour ceux qui essaient de comprendre la circulation sociale des idées. Important dans le débat épistémologique, où il montre que ce qui paraît faire de la rumorologie une science véritable est ce qui la définit le plus sûrement comme une idéologie. ». Bernard Andrès résume :  

« Dans le petit monde universitaire, on relève déjà plusieurs générations de chercheurs et autant d’écoles, depuis les travaux de Knapp (1944) à ceux de Froissart (2002). Ce dernier prend le contre-pied de la plupart des travaux antérieurs. Faisant la critique des médias et repensant l’épistémologie de l’objet, il dénonce les excès de la « rumorologie » (« science » des rumeurs), des « rumorologues » de la presse et de la « rumorographie », cette prétention des chercheurs à l’exactitude et au « vrai ». La rumeur ne fonctionne-t-elle pas d’abord au plan de l’imaginaire ? Peut-on, doit-on forcément interpréter chaque rumeur (« rumorancie »), en présupposant que celle-ci est une forme de langage « spontané » inventé par le corps social pour exorciser ses peurs ? »

En 2024, il publie aux PUF une enquête historique sur la « Clinique des rumeurs » où il fait l’hypothèse qu’il s’agit de la première rubrique de fact-checking dans l’histoire du journalisme. Dominique Leglu y fait référence dans Sciences et Avenir pour affirmer que « ce n'est pas que les fake news déferlant sur un réseau social, tel X sous la houlette d'Elon Musk, soient une totale nouveauté, pas plus que les canards ou la rumeur […] L’inquiétude naît du retour d’une menace claire : le mépris de l’expertise. » Stéphane Bortzmeyer parle d'un « passionnant livre d'histoire de la communication et des médias », remarquant que 

« Pascal Froissart n'est pas tendre avec la clinique des rumeurs (comparez avec l'article bien plus favorable de Wikipédia). Rumeurs non sourcées (peut-être même inventées par les journalistes ?), indifférence face au risque que citer une rumeur pourrait lui donner de l'importance, vérification des faits limitée à citer des autorités, souvent militaires (pas la source la plus fiable pendant une guerre !), zéro enquête journalistique, appels à la vigilance citoyenne, malgré le risque que cela tourne à la chasse aux sorcières (surtout quand on sait ce qui s'est produit après la guerre…), vision binaire des faits (il n'y a que le mensonge et la vérité et rien entre les deux), absence de recherche sérieuse sur le phénomène social de la rumeur (bien qu'un des plus ardents promoteurs du projet soit un chercheur en psychologie). Ces défauts sont d'ailleurs toujours d'actualité dans certains discours anti « fake news », qui considèrent que seule la parole officielle est valable et que la vérité est forcément binaire. »

Pascal Froissart est aussi le co-auteur d’un manuel de méthodologie pour la rédaction des mémoires et des thèses en sciences de l’information et de la communication (2014) qui « se distingue par son aspect concret et sa clarté », selon Audrey Arnoult. Il a également contribué à de nombreux ouvrages collectifs et fait publier des articles scientifiques dans les revues du champ.

## Publications

### Ouvrages
- Pascal Froissart, La rumeur : Histoire et fantasmes, Paris, Belin, 2010 (1re éd. 2002), 356 p.

- Pascal Froissart, L'invention du fact-checking : Enquête sur la « Clinique des rumeurs ». Boston, 1942-1943, Paris, Presses universitaires de France, 2024, 344 p. (ISBN 9782130847281, présentation en ligne)

- Julia Bonaccorsi, Perrine Boutin, Étienne Candel, Pauline Escande-Gauquié, Pascal Froissart, Sarah Labelle, Claire Oger et Aude Seurrat (coord.), Écrire un mémoire en sciences de l'information et de la communication : Récits de cas, démarches et méthodes, Paris, Presses de la Sorbonne nouvelle, 2014, 169 p. (ISBN 978-2878546477, présentation en ligne)